# Weiszfeiler Gyula
Weiszfeiler Gyula (Brassó, 1902. július 18. – Budapest, 1984. április 9.) magyar mikrobiológus, immunológus, egyetemi tanár, a Magyar Tudományos Akadémia levelező, majd rendes tagja.

## Élete és munkássága
A Magyarországi Tanácsköztársaság idején a Földművelésügyi Népbiztosságon dolgozott. Egyetemi tanulmányait Párizsban (1920/21), Brüsszelben (1921/22), Jénában (1922-24) és Genfben (1924-28) végezte. 1925-ben Genfben doktori címet szerzett természettudományokból, majd 1928-ban orvosi diplomát.
1928-30 között a Berlini Immunológiai Kutatóintézetben, majd 1931-32 között a svájci Institute de Hygenie-ben (Zurich) kezdte kutatói pályafutását. Előbb az immunológia, majd a mikrobiológia felé fordult érdeklődése, majd a tuberkulózissal kezdett behatóbban foglalkozni.
1932 és 1952 között a moszkvai Központi Tuberkulózis Intézet mikrobiológiai osztályának vezetőjeként munkálkodott. Közben (1941-43 között) Sverdlowsk-ban is dolgozott. 1952 és 1957 között Taskentben, a Tuberkulózis Kutatóintézet Mikrobiológiai osztályát vezette. 1957-58-ban ismét Moszkvában, a Poliomyelitis Kutatóintézet igazgatója lett, egyetemi tanári címmel. Nevéhez fűződik több új, patogén TBC baktériumtörzs (M. simiae, M. asiaticum) felfedezése és a BCG vakcina hatékonyságának meghosszabbítása liofilezéssel.
1958-ban tért vissza Magyarországra. Előbb az Országos Közegészségügyi Intézetben dolgozott, majd az MTA Kísérleti Orvostudományi Kutatóintézet (KOKI) munkatársa lett, ahol az immunológiai osztályt vezette 1963-ig. Foglalkozott a járványos gyermekbénulás elleni Sabin-féle élő vakcina vizsgálatával is, részben neki köszönhető, hogy 1960-ban elkezdődött a Sabin-cseppek magyarországi alkalmazása is.
Fő kutatási területe a mycobaktériumok vizsgálata volt. Közreműködött a KOKI mikrobiológiai osztályának, majd az MTA Mikrobiológiai Kutatócsoportjának megalapításában és az új kutatóintézet fejlesztésében.
1960-ban a Magyar Tudományos Akadémia levelező, majd 1982-ben rendes tagjává választották. 1959 és 1966 között a Magyar Mikrobiológiai Társaság főtitkáraként, utána annak tiszteletbeli vezetőségi tagjaként dolgozott. Az Acta Microbiologica szerkesztőbizottságának is tagja volt.
1984-ben hunyt el Budapesten. A Fiumei úti sírkertben temették el. A temető MTA-parcellájának D–6-os sírjában nyugszik, 2004-ben védték le nyughelyét.

## Főbb művei
- Control of Poliomyelitis by Live Oral Vaccine (1961)
- Die Biologie und Variabilität des Tuberkelbakteriums und die atypischen Mycobakterien (Budapest, 1969)
- Proceedings of the Microbiological Research Group, Vol. 1-4 (ed., 1966-1971)
- Atypical Mycobacteria (ed., 1973)